# Битва при Гельсингборге (1362)
Битва при Гельсингборге (нем. Schlacht von Helsingborg) — морская битва, прошедшая 8 июля 1362 года между датским и ганзейским флотами во время первой датско-ганзейской войны.
Вальдемар IV став королем Дании, не только изгнал ганзейцев и вернул Дании Шлезвиг и Зеландию, но и стал бороться за первенство на Балтийском море. В рамках продолжающихся торговых и территориальных споров между Ганзейским союзом, Швецией и Данией, ганзейские города заключили соглашение со Швецией и Гольштейном о совместном нападении на Данию, согласованными целями были Гельсингборг и Копенгаген. Мэр Любека Иоганн Виттенборг был назначен командующим ударным отрядом из 50 малых морских судов, за 5 из которых заплатил король Швеции Магнус Эрикссон.
Когда флот Виттенборга плыл через узкий Эресунн на пути к Копенгагену, его убедили атаковать город Хельсингборг и его укреплённую цитадель. Он высадил своих воинов и несколько недель осаждал крепость. Тем временем Вальдемар Аттердаг, король Дании, собрал свой собственный флот, способный нести армию в 2500 человек, и совершил внезапную атаку на Ганзейский флот.
Датчане победили, так как большинство солдат Виттенборга находились в городе. Ганза потеряли двенадцать своих кораблей, а некоторые представители ганзейской знати попали в плен.
По возвращении в Любек Виттенборг предстал перед судом и был казнён. Позже захваченные в плен дворяне были выкуплены, и война закончилась 22 ноября 1365 года Вордингборгским мирным договором.
Наследник Вальдемара Аттердага — Кристофор, участвовавший в битве, получил в сражении тяжёлые раны и умер от них в 1363 году.